# Бржезан, Вацлав
Вацлав Бржезан (чеш. Václav Březan; 1568—1618) — чешский историк конца XVI — начала XVII вв.

## Биография
Вацлав Бржезан родился в 1568 году в городе Постолопрти в нынешнем в районе Лоуни Устецкого края.
Начиная с 1596 года он был архивариусом ныне угасшего знаменитого чешского рода Рожмберков и написал его историю под заглавием: «Monumenta Rosenbergiaca», первые три части которой утрачены.
В 1609 году Вацлав Бржезан сделал краткое извлечение из своего труда с указателем имён собственных и генеалогиями многих дворянских родов.
Помимо этого, ученый составил подробный каталог розенбергской библиотеки, находящийся теперь в городе Стокгольме. Бржезан также написал историю Швамберкского дома — «О rodu Jich Milosti Panů z Švamberka» (1612—1618).
Вацлав Бржезан умер в 1618 году.